# Waldemar Gniadek
Waldemar Gniadek (ur. 14 czerwca 1962 w Warszawie) – polski wydawca i działacz wolnomularski, od 2007 do 2010 roku wielki mistrz Wielkiego Wschodu Polski.

## Życiorys
Studiował meliorację w Szkole Głównej Gospodarstwa Wiejskiego i prawo na Uniwersytecie Warszawskim, działał w opozycji demokratycznej (m.in. współtworzył Studenckie Grupy Oporu oraz Oficynę Wydawniczą „Pokolenie”, którą kierował w latach 1985–1991). W 2019 r. uzyskał stopień naukowy doktora nauk historycznych na podstawie rozprawy "Niemieckie loże wolnomularskie w II Rzeczypospolitej".
Inicjację masońską przeszedł 14 stycznia 1995 roku w loży „Puszkin” na Wschodzie Paryża należącej do Wielkiej Loży Francji. Od 2004 roku związany z lożą „Wolność Przywrócona” na Wschodzie Warszawy, gdzie zdobył stopień czeladnika i mistrza. W 2006 roku w warszawskiej loży doskonalenia Sokrates został podniesiony do stopnia mistrza wybranego, a następnie wielkiego wybranego (II wyższy porządek rytu francuskiego). W latach 2006–2007 zastępca wielkiego mistrza Wielkiego Wschodu Polski do spraw wewnętrznych, a 16 listopada 2007 roku został wybrany wielkim mistrzem Wielkiego Wschodu Polski. Od dnia 5 listopada 2010 r. do czerwca 2013 r. przewodniczył Radzie Najwyższej Polski 33 i Ostatniego Stopnia Rytu Szkockiego Dawnego i Uznanego, piastując stanowisko suwerennego wielkiego komandora. 25 lutego 2017 roku wybrany został Zastępcą Wielkiego Mistrza do Spraw Zagranicznych Wielkiego Wschodu Rzeczypospolitej Polskiej. Jest członkiem Komisji Rewizyjnej utworzonego w 2012 r. w Warszawie Instytutu „Sztuka Królewska w Polsce”, którego celem jest inspirowanie, prowadzenie oraz koordynacja badań naukowych na temat przeszłości oraz teraźniejszości wolnomularstwa polskiego i światowego, przechowywanie oraz udostępnianie materialnych i niematerialnych świadectw dotyczących masonerii, wymiana informacji oraz wszechstronna popularyzacja wiedzy na temat wolnomularstwa i pokrewnych mu zjawisk.
W 2023 został odznaczony Krzyżem Wolności i Solidarności oraz Krzyżem Oficerskim Orderu Odrodzenia Polski.